# 于讷河畔孔代
于讷河畔孔代（法語：Condé-sur-Huisne，法語發音：[kɔ̃de syʁ ɥin] ⓘ）是法国奥恩省的一个旧市镇，位于该省东南部，属于莫尔塔涅欧佩什区。2016年，于讷河畔孔代与临近的2个市镇合并为新市镇于讷河畔萨布隆，于讷河畔孔代为新市镇行政中心。

## 地理
于讷河畔孔代（48°22'50"N, 0°51'1"E）面积17.51 平方千米，位于法国诺曼底大区奧恩省，该省份为法国西北部内陆省份，北起顺时针与卡爾瓦多斯省、厄尔省、厄尔-卢瓦省、萨尔特省、马耶讷省和芒什省接壤。
与于讷河畔孔代接壤的市镇（或旧市镇、城区）包括：布勒通塞勒。
于讷河畔孔代的时区为UTC+01:00、UTC+02:00（夏令时）。

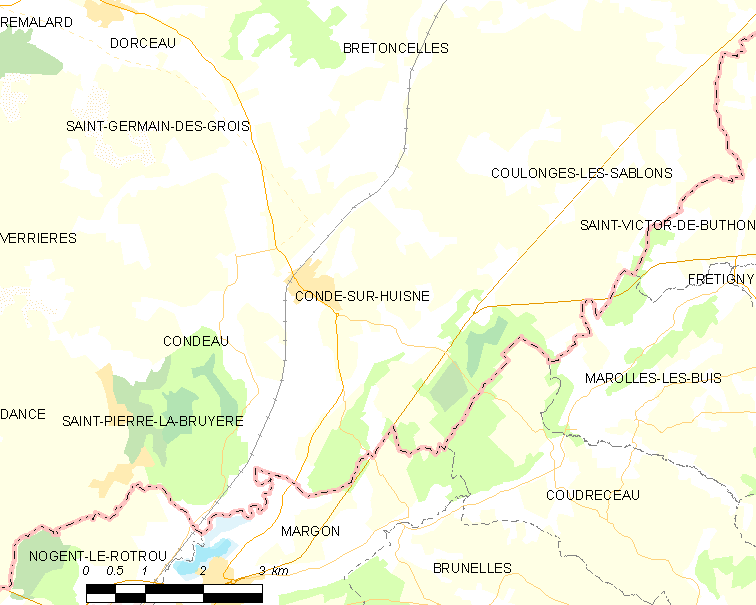
于讷河畔孔代的OSM定位图

## 行政
于讷河畔孔代的邮政编码为61110，INSEE市镇编码为61116。

## 政治
于讷河畔孔代所属的省级选区为布勒通塞勒县。

## 交通
巴黎－布雷斯特铁路穿过境内并设站。

## 人口

1962-2008年间于讷河畔孔代人口变化图示

于讷河畔孔代于2018年1月1日时的人口数量为1316人。